# Maira nychthemera
Maira nychthemera är en tvåvingeart som beskrevs av Wulp 1872. Maira nychthemera ingår i släktet Maira och familjen rovflugor. Inga underarter finns listade i Catalogue of Life.